# White Hart Lane
White Hart Lane là một sân vận động bóng đá cũ ở Tottenham, Bắc Luân Đôn. Đây là sân nhà của Tottenham Hotspur F.C. từ năm 1899 đến năm 2017. Sân là một sân vận động toàn chỗ ngồi với sức chứa 36.284 chỗ ngồi trước khi bị phá hủy. Sân vận động đã bị phá bỏ hoàn toàn sau khi kết thúc mùa giải 2016-17 và được thay thế bằng Sân vận động Tottenham Hotspur làm sân nhà của Tottenham.
Sân được các cổ động viên Spurs biết đến với cái tên The Lane. Nơi đây đã tổ chức 2.533 trận đấu trong giải đấu của Spurs trong lịch sử 118 năm của sân. Sân cũng được sử dụng cho các trận đấu của đội tuyển bóng đá quốc gia Anh và đội tuyển bóng đá U-21 quốc gia Anh. White Hart Lane từng có sức chứa gần 80.000 người với số lượng khán giả dự khán các trận đấu vào đầu thập niên 1950 có lúc lên đến hơn 70.000 người, nhưng sau khi lắp ghế ngồi, sức chứa của sân vận động này đã giảm xuống ở mức khiêm tốn so với các câu lạc bộ khác ở Premier League. Lượng khán giả kỷ lục của sân vận động là 75.038 người, được thiết lập trong trận hòa giữa Tottenham và Sunderland tại Cúp FA vào ngày 5 tháng 3 năm 1938. Trận đấu cuối cùng của Tottenham tại White Hart Lane diễn ra vào ngày 14 tháng 5 năm 2017 với chiến thắng 2–1 trước Manchester United.
Năm 2019, Tottenham chuyển đến sân vận động mới với sức chứa 62.062 chỗ ngồi, do Populous thiết kế. Sân vận động mới được xây dựng trên vị trí của White Hart Lane cũ, thay vì chuyển đi nơi khác ở trong hoặc xa quận Haringey.

## Lịch sử

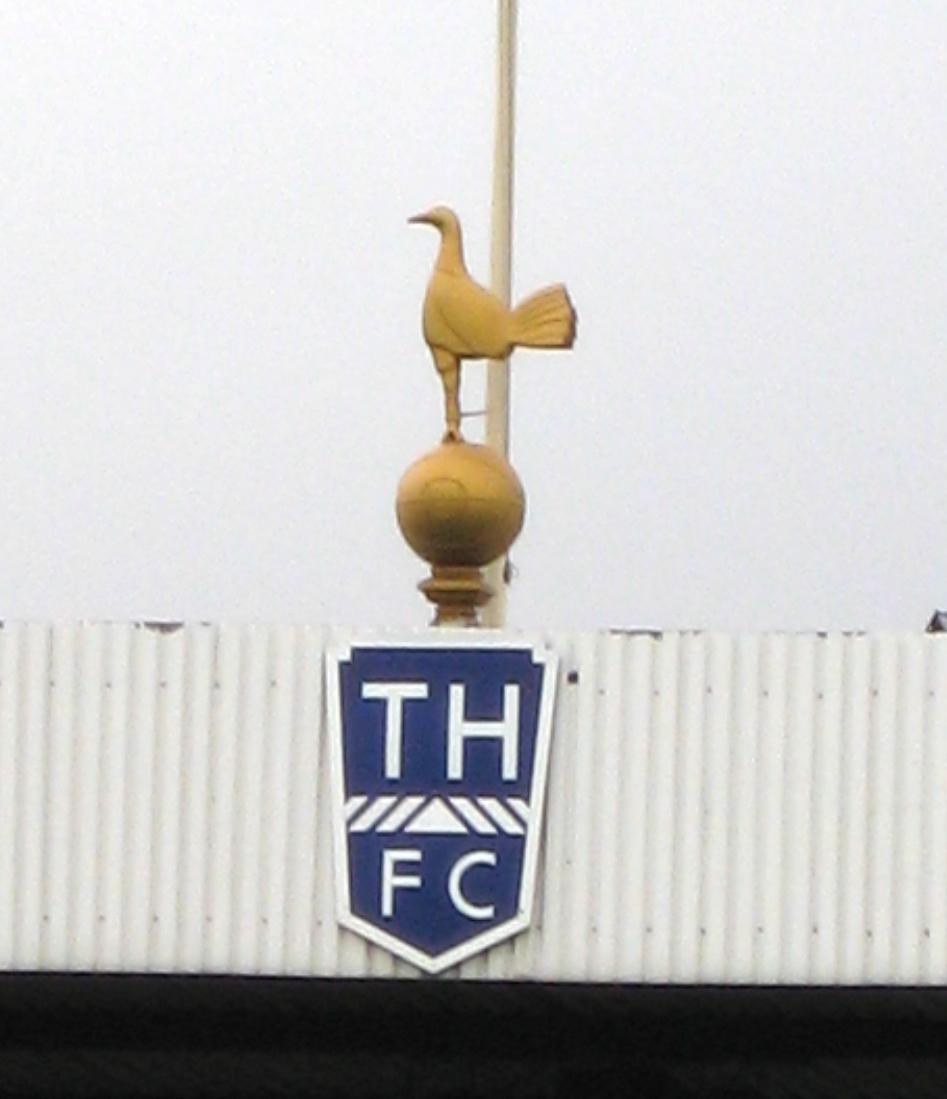
Biểu tượng gà chọi của đội bóng được dựng từ năm 1909

Tottenham Hotspur chuyển tới White Hart Lane vào năm 1899, cải tạo nó từ 1 nhà trẻ bị bỏ hoang, thành 1 sân vận động. Trận đấu đầu tiên trên sân White Hart Lane là trận thắng Notts County 4-1, với sự cổ vũ của 5000 cổ động viên.
Các khán đài của Bắc và Đông đứng ở góc phía đông bắc đã được gỡ bỏ vào năm 2016 để cho phép xây dựng sân vận động mới bên cạnh sân vận động cũ trong mùa giải cuối cùng tại Lane.
Vào ngày 14 tháng 5 năm 2017, White Hart Lane tổ chức trận đấu cuối cùng của nó ở Giải Ngoại Hạng Anh giữa Tottenham Hotspur và Manchester United. Nó kết thức với chiến thắng 2-1 dành cho đội chủ nhà, bảo đảm vị trí cao nhất cho Spurs từ năm 1963, với các bàn thắng của Victor Wanyama và Harry Kane, và bàn thắng cuối cùng tại sân vận động này là tiền đạo của Manchester United Wayne Rooney. Công việc phá dỡ sân vận động bắt đầu vào ngày hôm sau.

## Cấu trúc sân bóng

White Hart Lane plan

| Khán đài                           | Chỗ ngồi |
| ---------------------------------- | -------- |
| Khán đài bắc – (Paxton)            | 10,086   |
| Khán đài nam – (Park Lane)         | 8,633    |
| Khán đài đông – (Worcester Avenue) | 10,691   |
| Khán đài tây – (High Road)         | 6,890    |
| Tổng chỗ ngồi                      | 36,240   |

## Bảng tỉ số
Trận thắng đậm nhất của Tottenham là trận thắng Crewe 13-2 tại Cúp FA. Đây cũng là tỉ số lớn nhất được thấy trên sân vận động.Trận thua đậm nhất của câu lạc bộ là trận thua Sunderland 6-0 tại Giải Hạng nhất Anh.